# 은실이
《은실이》는 1998년 11월 9일부터 1999년 7월 6일까지 방영된 SBS 월화드라마이다.

## 기획 의도
1960년대의 가난과 척박한 환경 속에서도꿈과 희망을 잃지 않고 열심히 살아온 사람들의 이야기를 그린다.

## 등장 인물

### 주요 인물
- 전혜진 : 장은실 역
- 김원희 : 양길례 역 - 은실 은철의 어머니 부모를 전쟁중에 잃고 낙도의집에 식모로 들어간다. 낙도의 아이를 임신한 것이 들통나 쫓겨나다싶이 화산을 떠나 은실이를 낳았다. 나이 많은 남자의 후처로 들어가 은철이를 낳았지만, 그가 사망하면서 본처한테 재산전부를 뺏기고 화산에 내려온다. 극장 간판 그리는 준수와 사랑에 빠져 은실이를 친아버지인 낙도에 맡기고 은철이만 데리고 서울 올라 갔으나 준수와의 갈등으로 은철과 함께 화산에 내려온다. 폐결핵으로 요양을 떠나지만 결국 숨을 거둔다.
- 원미경 : 임청옥 역
- 이경영 : 장낙도 역, 국회의원에 출마하지만 결국 낙선하고, 극장도 박갑수 손에 넘어간후 건설업에 뛰어든다.

### 은실이네
- 강혜정 : 장영채 역- 이복동생 은실을 미워하고 궂은일을 다 시킨다. 춘식을 좋아해 쫓아 다닌다.
- 윤동원 : 장영학 역- 영채와는 달리 이복동생 은실을 아껴준다.
- 권해효 : 장낙천 역
- 반효정 : 강명화 역 - 임청옥의 어머니

### 맹순이네
- 이재포 : 허동만 역 - 허맹순의 아버지
- 정경순 : 성복례 역 - 허맹순의 어머니
- 이나리 : 허맹순 역

### 기타 인물
- 김창완 : 의사 김병국 역 인숙의 남편
- 임현식 : 배용태 역 - 배신자의 아버지
- 이주희 : 낙천의 아내 배신자 역
- 주선웅 : 배달구 역
- 배도환 : 백두봉 역
- 양세윤 : 백화봉 역
- 성동일 : 양정팔 역 극장에서 짤린 후 택시기사가 된다.
- 정웅인 : 황춘식 역
- 윤기원 : 호텔보이 역
- 이기영 : 서준수 서화백 역
- 윤영주 : 백두봉 아내 공옥자 역
- 방경림 : 간호사 김영숙 역
- 이정윤 : 김유정 역
- 권기선 : 병국의 아내 강인숙 역 - 유정의 어머니
- 이희도 : 이강호 역 - 민재의 아버지
- 이덕희 : 정순자 역 - 이강호의 아내, 민재의 어머니
- 김정우 : 이민재 역 - 강호와 순자의 아들
- 김세형 : 박칠복 역
- 장항선 : 박갑수 역
- 김주혁 : 38회에서 의사 역
- 최강원 : 조은철 역
- 황미선 : 미경 역
- 김명수
- 전원주 : 춘천댁 역
- 정원중 : 성준 역
- 강래연
- 김미희
- 황정미
- 박미영
- 공형진
- 김영철 : 한대식 역
- 운기호 : 노재현 대위 역
- 윤세웅 : 이과장 역
- 김민국 : 극장 막내 역
- 김민정 : 춘자 역
- 이기열 : 안기섭 역
- 차기환 : 윤부장 역
- 박규점 : 고아원 원장 역

## 결방 및 2회 연속 방영
- 1998년 12월 29일 : 《SBS 연기대상》 2부 편성으로 인해 결방됐으며 전날(28일) 15회, 16회분 연속 방영
- 1999년 2월 16일 : 영화 《제5원소》 편성으로 인해 결방됐으며 전날 29회, 30회분 연속 방영

## 연장
당초 50부작으로 기획됐으나 높은 인기에 힘입어 10편 늘린 60회로 끝낼 계획이었다. 시청자들의 폭발적 성원에 힘입어 10편 늘린 70회로 막을 내렸다.

## 참고 사항
- 《숨은 그림 찾기》(KBS), 《달팽이》(SBS)에 이은 성준기 PD의 세 번째 10시대 드라마 연출작이었다.
- 집필자 이금림 작가(외주제작사 SBS 프로덕션 소속)는 SBS 이적 후 처음 집필한 드라마인 <지평선 너머>가 불륜, 비정상적인 내용 등의 이유로 비난을 산 데 이어[2] IMF 때문에 시청률이 갈수록 떨어져 68회 만에 조기종영되는 수모를 겪은 뒤[3] 해당 작품으로 재기에 성공했다.
- 사람냄새가 느껴지는 이야기로 호평받았으며 방영 초반에는 조연들의 재밌는 연기, 어린이들의 말타기 놀이 등 '60년대'를 완벽히 재연하여 호평을 받았다.
- 스타급 연기자가 없었음에도 탄탄한 구성과 극본, 기획, 조연들의 안정된 연기 등이 뒷받침되어 연령.계층을 뛰어넘어 큰 인기를 끌었다.[4]
- 당초 2월 말 19세 정도의 성인 은실이가 출연할 예정이었으나, 아역 은실이의 반응이 예상을 뛰어넘자 제작진은 은실이의 성장을 중지시켰다. 70년대 초반의 세트장 건설 비용과 성인 연기자 캐스팅의 난항 역시 이유로 꼽혔다.[5]
- IMF 시대 정감 있는 가족 드라마를 집필한 점이 높게 평가받아 1999년 12월 개최된 제 12회 한국방송작가상 드라마 수상의 영예를 안았는데[6] 같은 제작사(SBS 프로덕션) 작품이었던 《모래시계》 (8회)[7] 이후 오랜만에 해당 작품이 SBS에서 한국방송작가상 드라마 수상의 영예를 안았다.